# Elektryzacja

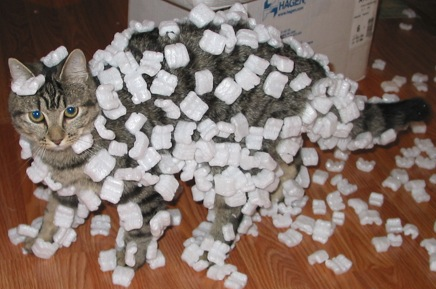
Efekt elektryzacji

Elektryzacja (elektryzowanie) – zjawisko fizyczne, proces polegający na wytworzeniu w ciele,  elektrycznie obojętnym, nadmiaru ładunków elektrycznych jednego znaku. Zawsze towarzyszy mu powstanie w otoczeniu ładunku o przeciwnym znaku, takiego samego co do wartości bezwzględnej, gdyż proces ten polega na rozdzieleniu już istniejących ładunków o przeciwnych znakach.
Elektryzacja może zachodzić przez
- bezpośredni kontakt dwóch ciał

- indukcję elektrostatyczną

## Elektryzowanie przez indukcję
Elektryzowanie przez indukcję elektrostatyczną następuje, gdy do ciała zbliżone zostaje inne naelektryzowane ciało.

## Elektryzowanie przez kontakt
Rozważa się dwa szczególne przypadki:
- Gdy przynajmniej jedno z ciał było naelektryzowane przed kontaktem, wówczas w wyniku kontaktu może nastąpić przemieszczenie ładunku. W szczególności, gdy naładowane ciało zostanie zetknięte z ciałem nienaładowanym, nienaelektryzowane ciało może zostać naelektryzowane.
- Gdy oba ciała przed kontaktem są nienaelektryzowane, przez pocieranie jednego ciała o drugie lub zetknięcie i rozdzielenie ciał może nastąpić przemieszczenie ładunku między ciałami. Elektryzowanie tym sposobem następuje, gdy powierzchnie stykających się ciał są z różnych substancji. To, jaki ładunek będzie gromadził się na powierzchni ciała, określa porównanie powinowactwa elektronowego substancji obu ciał. Substancje o ciągle zmieniającym się powinowactwie układają się w szeregi tryboelektryczne.